# 1992년 동계 올림픽
1992년 동계 올림픽(영어: 1992 Winter Olympics, XVI Olympic Winter Games, 프랑스어: Jeux olympiques d'hiver de 1992)은 1992년 2월 8일부터 2월 23일까지 프랑스 알베르빌에서 개최된 제16회 동계 올림픽이다.
이 대회는 동계 올림픽이 하계 올림픽과 같은 해에 열린 마지막 대회였다. 또한 동계 패럴림픽과 같은 장소에서 열린 첫 대회이기도 하다. 최악의 환경파괴 올림픽이라고도 불린다.

## 개최 도시 결정
1986년 10월 17일, 스위스 로잔에서 열린 IOC 총회에서 프랑스 알베르빌로 결정되었다.
| 개최지 투표결과 | 개최지 투표결과 | 개최지 투표결과 | 개최지 투표결과 | 개최지 투표결과 | 개최지 투표결과 | 개최지 투표결과 | 개최지 투표결과 |
| --------------- | --------------- | --------------- | --------------- | --------------- | --------------- | --------------- | --------------- |
| 후보 도시       | NOC             | 1차 투표        | 2차 투표        | 3차 투표        | 4차 투표        | 동점자 투표     | 5차 투표        |
| 알베르빌        | 프랑스          | 19              | 26              | 29              | 42              |                 | 51              |
| 소피아          | 불가리아        | 25              | 25              | 28              | 24              |                 | 25              |
| 팔룬            | 스웨덴          | 10              | 11              | 11              | 11              | 41              | 9               |
| 릴레함메르      | 노르웨이        | 10              | 11              | 9               | 11              | 40              |                 |
| 코르티나담페초  | 이탈리아        | 7               | 6               | 7               |                 |                 |                 |
| 앵커리지        | 미국            | 7               | 5               |                 |                 |                 |                 |
| 베르히테스가덴  | 서독            | 6               |                 |                 |                 |                 |                 |

## 참가국
1992년 동계 올림픽에는 다음 64개 나라 올림픽 위원회에서 선수단을 파견했다. 알제리, 버뮤다, 브라질, 크로아티아, 온두라스, 아일랜드, 슬로베니아, 스와질란드(현재의 에스와티니) 8개국이 처음으로 동계 올림픽에 참가했다.
소련을 구성했던 6개 국가(러시아, 우크라이나, 벨라루스, 우즈베키스탄, 카자흐스탄, 아르메니아)들은 소련이 1991년에 해체됨에 따라 올림픽 연합 선수단으로 출전하였으며, 이보다 먼저 독립한 리투아니아, 라트비아, 에스토니아는 1936년 동계 올림픽 이후 56년만에 독립된 국가로 출전하였다. 이밖에도 독일은 1990년에 서독과 동독이 통일을 하면서, 1964년 동계 올림픽 이후 28년만에 단일팀으로 참가하였다.
| \| - 알제리 (4) - 안도라 (5) - 아르헨티나 (20) - 오스트레일리아 (21) - 오스트리아 (58) - 벨기에 (5) - 버뮤다 (1) - 볼리비아 (4) - 브라질 (7) - 불가리아 (31) - 캐나다 (108) - 칠레 (5) - 중화인민공화국 (32) - 코스타리카 (4) - 크로아티아 (4) - 키프로스 (4) - 체코슬로바키아 (74) - 덴마크 (6) - 에스토니아 (19) - 핀란드 (62) - 프랑스 (109) (개최국) - 독일 (111) \| \| - 영국 (49) - 그리스 (8) - 온두라스 (1) - 헝가리 (24) - 아이슬란드 (5) - 인도 (2) - 아일랜드 (4) - 이탈리아 (107) - 자메이카 (5) - 일본 (60) - 조선민주주의인민공화국 (20) - 대한민국 (23) - 라트비아 (23) - 레바논 (4) - 리히텐슈타인 (7) - 리투아니아 (6) - 룩셈부르크 (1) - 멕시코 (20) - 모나코 (5) - 몽골 (4) - 모로코 (12) - 네덜란드 (19) \| \| - 네덜란드령 안틸레스 (2) - 뉴질랜드 (6) - 노르웨이 (80) - 필리핀 (1) - 폴란드 (53) - 푸에르토리코 (6) - 루마니아 (23) - 산마리노 (3) - 세네갈 (2) - 슬로베니아 (27) - 스페인 (17) - 스와질란드 (1) - 스웨덴 (73) - 스위스 (74) - 중화 타이베이 (8) - 튀르키예 (8) - 독립 국가 연합 (129) - 미국 (147) - 미국령 버진아일랜드 (12) - 유고슬라비아 (25) \| |  | |  | |
| - 알제리 (4) - 안도라 (5) - 아르헨티나 (20) - 오스트레일리아 (21) - 오스트리아 (58) - 벨기에 (5) - 버뮤다 (1) - 볼리비아 (4) - 브라질 (7) - 불가리아 (31) - 캐나다 (108) - 칠레 (5) - 중화인민공화국 (32) - 코스타리카 (4) - 크로아티아 (4) - 키프로스 (4) - 체코슬로바키아 (74) - 덴마크 (6) - 에스토니아 (19) - 핀란드 (62) - 프랑스 (109) (개최국) - 독일 (111) |  | - 영국 (49) - 그리스 (8) - 온두라스 (1) - 헝가리 (24) - 아이슬란드 (5) - 인도 (2) - 아일랜드 (4) - 이탈리아 (107) - 자메이카 (5) - 일본 (60) - 조선민주주의인민공화국 (20) - 대한민국 (23) - 라트비아 (23) - 레바논 (4) - 리히텐슈타인 (7) - 리투아니아 (6) - 룩셈부르크 (1) - 멕시코 (20) - 모나코 (5) - 몽골 (4) - 모로코 (12) - 네덜란드 (19) |  | - 네덜란드령 안틸레스 (2) - 뉴질랜드 (6) - 노르웨이 (80) - 필리핀 (1) - 폴란드 (53) - 푸에르토리코 (6) - 루마니아 (23) - 산마리노 (3) - 세네갈 (2) - 슬로베니아 (27) - 스페인 (17) - 스와질란드 (1) - 스웨덴 (73) - 스위스 (74) - 중화 타이베이 (8) - 튀르키예 (8) - 독립 국가 연합 (129) - 미국 (147) - 미국령 버진아일랜드 (12) - 유고슬라비아 (25) |

## 종목
- 노르딕복합
- 루지
- 바이애슬론
- 봅슬레이
- 쇼트트랙
- 스키점프
- 스피드스케이팅
- 아이스하키
- 알파인스키
- 크로스컨트리
- 프리스타일
- 피겨스케이팅

### 시범 종목
- 컬링
- 스피드 스키

## 메달 집계
| 순위 | 국가                 | 금메달 | 은메달 | 동메달 | 합계 |
| ---- | -------------------- | ------ | ------ | ------ | ---- |
| 1    | 독일 (GER)           | 10     | 10     | 6      | 26   |
| 2    | 독립 국가 연합 (CIS) | 9      | 6      | 8      | 23   |
| 3    | 노르웨이 (NOR)       | 9      | 6      | 5      | 20   |
| 4    | 오스트리아 (AUT)     | 6      | 7      | 8      | 21   |
| 5    | 미국 (USA)           | 5      | 4      | 2      | 11   |
| 6    | 이탈리아 (ITA)       | 4      | 6      | 4      | 14   |
| 7    | 프랑스 (FRA)         | 3      | 5      | 1      | 9    |
| 8    | 핀란드 (FIN)         | 3      | 1      | 3      | 7    |
| 9    | 캐나다 (CAN)         | 2      | 3      | 2      | 7    |
| 10   | 대한민국 (KOR)       | 2      | 1      | 1      | 4    |

¹ 독립국가연합. 이 이름으로 동계 올림픽에 참가한 것은 이 대회가 유일하다.

## 대회 이모저모
- 프리스타일 스키와 쇼트트랙 스피드 스케이팅이 정식 종목으로 처음 채택되었다.

- 바이애슬론 여자 경기가 신설되었다.

- 노르웨이 스키선수들이 크로스컨트리 스키 남자 경기를 석권하였다. 비에른 델리와 베가르드 울방은 금메달 3개를 따냈다.

- 스피드스케이팅에서는 미국의 보니 블레어가 단거리 종목인 500m와 1,000m에서 2관왕에 올랐고, 독일의 군다 니만은 장거리 종목을 석권하였다.

- 핀란드의 토니 니에미넨은 만 16세의 나이로 스키점프에서 금메달을 획득하여 동계올림픽 최연소 남자 금메달리스트가 되었다.

- 독일의 마르크 키르히너는 바이애슬론 전 경기에서 우승한 첫 선수가 되었다.

- 오스트리아의 알파인 스키 선수인 페트라 크론베르거가 컴바인 경기와 슬라롬 경기에서 우승하였다.

- 컬링이 시범 종목으로 프리스타일 스키의 에어리얼 종목과 스피드 스키가 시범 경기로 열렸다. 이후 컬링과 프리스타일 스키의 에어리얼 종목은 정식종목이 되었으나, 스피드 스키는 지나치게 위험하다는 이유로 폐지되었다.

- 이 대회를 끝으로 동계 올림픽에서 시범 종목이 폐지되었다.

- 뉴질랜드의 코버거가 알파인 스키에서 남반구 국가 출신으로는 처음으로 동계 올림픽 메달을 획득하였다.

- 이 올림픽에서 스키 점프 종목이 경기 도중에 갑자기 취소되는 사고가 있었다.

- 김윤만이 스피드스케이팅에서 은메달을 획득하여 대한민국 최초의 동계올림픽 금메달리스트에 등극.
- 이어 김기훈이 쇼트트랙에서 대한민국 최초의 동계올림픽 금메달리스트로 등극.
- 김기훈은 단체전에서도 금메달을 획득하여 아시아인으로는 처음으로 동계올림픽 2관왕에 등극.
- 한편 일본도 동계올림픽에서 20년 만에 금메달을 획득.
- 중화인민공화국은 동계올림픽 사상 첫 메달을 획득.
- 조선민주주의인민공화국도 1964년 대회 이후 28년 만에 동계올림픽 메달을 획득하여 아시아 국가들의 선전이 두드러진 대회였다.

## 같이 보기
- 1992년 동계 패럴림픽